# Fritz Grogg (Karikaturist)
Fritz Grogg (* 1905; † 14. Juli 1974) war ein Schweizer Illustrator und Karikaturist.

## Leben
Die künstlerische Laufbahn von Fritz Grogg begann 1932 bei der Satirezeitschrift Nebelspalter, wo er zwischen 1932 und 1945 zahlreiche humorvolle Zeichnungen anfertigte. Von 1937 bis 1947 veröffentlichte er zudem zahlreiche Zeichnungen im Bärenspiegel. Dazu zeichnete er humoristische Karikaturen für die Armee-Zeitschrift Der Schweizer Soldat (1954–1957).
Als Buchillustrator gestaltete er u. a. die Bücher Finnlands Freiheitskampf von Otto Zwahlen (1942) und E hampfle Glugger von Heidy Würth (1954) sowie mehrere Buchumschläge.
Als Basler verfasste er für die Fasnacht zahlreiche humorvolle Texte und Reime und zeichnete auch hier gerne Karikaturen. Er war Mitglied der Fasnachtsclique Alti Stainlemer. Speziell in Basel sind auch heute noch seine Kreationen der offiziellen Fasnachts-Plaketten in Erinnerung, von denen er zwischen 1936 und 1961 16 verschiedene Motive entwarf.
Plakatentwürfe, Schallplattencover und Glaswappen rundeten sein künstlerisches Schaffen ab.